# Los Herrera, Durango
Los Herrera är en ort i Mexiko.   Den ligger i kommunen Santiago Papasquiaro och delstaten Durango, i den centrala delen av landet, 900 km nordväst om huvudstaden Mexico City. Los Herrera ligger 1 700 meter över havet och antalet invånare är 666.
Terrängen runt Los Herrera är kuperad åt nordväst, men åt sydost är den platt. Runt Los Herrera är det mycket glesbefolkat, med 6 invånare per kvadratkilometer. Närmaste större samhälle är Santiago Papasquiaro, 15,6 km sydost om Los Herrera. Trakten runt Los Herrera består i huvudsak av gräsmarker.